# HeartChoir
Der HeartChoir ist ein deutscher Gospelchor, der 2004 in Wetter an der Ruhr gegründet wurde.
Mit wechselnden Besetzungen auftretend umfasst der Chor aktuell 30 Mitglieder im Alter zwischen 18 und 30 Jahren, von denen ein Großteil bereits zur Anfangsformation gehörte.
Zum festen Bestandteil zählt zudem die vierköpfige HeartChoir-Band.
In seinem Repertoire verbindet der Chor Modern Gospel mit Pop, Rhythm and Blues, Latin und weiteren Stilrichtungen.

## Geschichte

### Gründung
Im September 2004 wurde das Jugendprojekt HeartChoir von Alina Möllmann und Julia Barbig am Kulturzentrum Lichtburg in Wetter an der Ruhr ins Leben gerufen.
Das Chorprojekt war anfangs auf ein halbes Jahr angesetzt und schloss mit einem Auftritt ab.
Begleitet wurde der Chor dabei von der Funk & Soul-Band Ashtray.
Nach dem ersten Konzert sprachen sich alle Beteiligten für ein Fortbestehen des HeartChoir aus.
Im Frühjahr 2005 erfuhr der Chor weiteren Zulauf, parallel dazu formierte sich die HeartChoir-Band.
Am 17. Juni 2005 gab der HeartChoir in Witten sein erstes Konzert mit der neuen Besetzung, die seitdem weitestgehend der heutigen Formation entspricht.
Es folgten weitere Auftritte und Ende Dezember 2005 die erste Gospel-Gala, die an zwei Tagen vor etwa 1000 Zuschauern präsentiert wurde.
Seitdem ist die HeartChoir Gospel-Gala am Ende eines Jahres fester Bestandteil im Programm des Chores und einer der wenigen Anlässe, an denen er ohne andere Acts und in voller Konzertlänge zu erleben ist.

### Auftritte und Bühnenpräsenz
In vielen kleinen und großen Veranstaltungen erarbeitete sich der Chor einen festen Platz in der heimischen Musikszene.
Zu den größeren Auftritten zählen dabei die HeartChoir Gospel-Galas, Auftritte bei den Gospelkirchentagen 2006 in Düsseldorf und 2008 in Hannover, beim Parkfestival 2005 und bei der Verleihung des Jugendkulturpreises Nordrhein-Westfalen 2006 in der Bochumer Jahrhunderthalle.
Später hatte der Chor weniger Auftritte, insbesondere um in einer kreative Auszeit das Album Unconditional einzuspielen.
Der Chor zeichnet sich durch sehr individuelle Stimmen, gute Solisten in allen Stimmlagen und eine professionelle Band aus.
Von vielen Seiten werden der besondere Charakter, ein einzigartiges Temperament und der Spaß bei Auftritten des Chores hervorgehoben.
In Kreisen des Chores wird diese Ausstrahlung neben musikalischen Aspekten oft mit einer einzigartigen Verbundenheit innerhalb der Formation begründet.
Viele Kommentare sprechen vom „Chor der Herzen“.
So bekamen die Künstler auch die Gelegenheit, ihr Können bei Kanzlerin Angela Merkel unter Beweis zu stellen und wurden im Dezember 2009 zu der Weihnachtsfeier der CDU-Fraktion nach Berlin eingeladen.

### Alben
Im Herbst 2007 nahm der Chor im Straton-Studio Wuppertal und Räumen der Musikschule Gevelsberg sein Debüt-Album Unconditional auf, das im Dezember 2007 veröffentlicht wurde.
2008 wurde die zweite Auflage nachproduziert, auf der zusätzlich drei neue Tracks hinzugefügt wurden, darunter auch Live-Aufnahmen.
Das zweite Album You can’t stop the beat erschien im Dezember 2009.

### Grand Prix der Chöre 2008
Die Bühnenpräsenz des Chores fand im August 2008 in Köln auch bei der ZDF-Fernsehshow Grand Prix der Chöre Anerkennung.
Etwa drei Millionen Zuschauer wählten per TED den HeartChoir mit 40,7 Prozent zum besten Chor Deutschlands und bestätigten damit auch die Jury-Wertung.
Das Votum wurde vom Publikum und der Presse gefeiert, im Heimatort wurden die Mitglieder nach ihrer Rückkehr von mehreren tausend Menschen empfangen.

### TV-Auftritte
Nach dem Erfolg beim ZDF-Grand Prix der Chöre im Jahr 2008 folgten zwei weitere TV-Auftritte:
Kurz nach dem Grand Prix Sieg durfte der Chor der Herzen den Siegersong Reach out im ZDF-Fernsehgarten präsentieren.
2011 waren die jungen Künstler nicht nur Lieferant des Titelsongs Oh happy Day für den RTL-TV-Werbespot anlässlich des 33. Evangelischen Kirchentages in Dresden, sondern durften diesen auch als Darsteller in einem inszenierten Flashmob präsentieren.

## Erfolge
- 2008: Sieg beim Grand Prix der Chöre (ZDF)

## Diskografie
- 2007: Unconditional
- 2008: Unconditional Limited Edition (2. Auflage)
- 2008: CD des Grand Prix der Chöre 2008
- 2009: You can’t stop the beat